# Brick Game

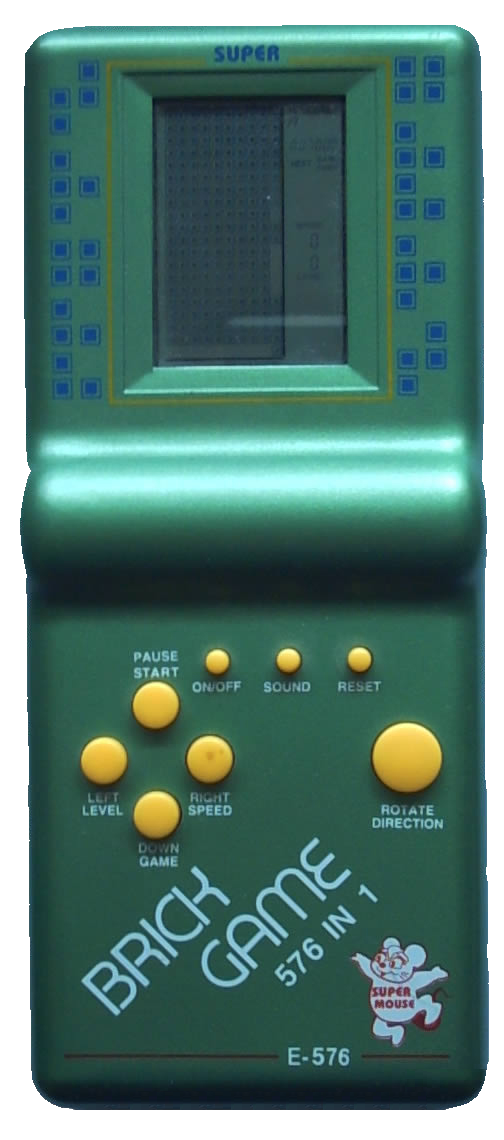
Um modelo de Brick Game

Brick game é um tipo de dispositivo portátil usado para jogar jogos eletrônicos interativos, geralmente versões miniaturizadas de jogos para videogames. Os controles, a tela e os alto-falantes todos fazem parte de um único objeto. Ao invés de possuir uma tela feita de uma grade de pequenos pixels, eles geralmente possuem telas personalizadas designadas para rodar um único jogo. Estes jogos foram bastante populares em camelôs do Brasil na década de 1990, sendo hoje comum em lojas de R$1,99. Podem possuir design parecido com o de um Game Boy ou até de um telefone celular. O seu principal jogo é o Tetris, mas também pode conter Arkanoid, Serpente, jogos como corrida, Frogger, Breakout ou mesmo shoot 'em up, como aqueles que se assemelham a Galaga ou Battle City, onde um bloco projeta blocos nos blocos "inimigos". Nos anos 90 um clone de Tamagochi chamado Rakuraku DinoKun fez muito sucesso nos camelôs. Apesar de frequentemente anunciarem quantidades altíssimas de jogos (chegando até mesmo a 9999 jogos), o número era inflado para que diversas variações do mesmo jogo contassem como jogos distintos. A origem dos chamados brick games podem ser rastreadas no Japão, em 1996, a fabricante de periféricos para videogames GameTech lançou tetrin 55 (テトリン55), tratava-se um console portátil que trazia um clone de Tetris e jogos, por conta do nome, a empresa sofre uma ação judicial sobre direitos de marca registrada. Em 2020, a GameTech lançou uma versão licenciada de Tetris, o Tetris Mini.  Muitos brick games são fabricados na China.

## Os jogos
Existem diversos jogos, alguns podem ser Raros

### Comuns
- Tetris
- Um jogo de corrida, semelhante a Road Fighter
- Um jogo de tanque, semelhante a Battle City
- Um clone de Frogger
- Um space shooter, semelhante a Galaga e Galaxian
- Um jogo de quebrar blocos, semelhante a Breakout e Arkanoid
- Um jogo de combinar peças, em alguns modelos, as peças são as mesmas utilizadas em Tetris

### Raros
- Um jogo de acertar toupeiras
- Um clone de Dance Dance Revolution
- Um clone de Sokoban
- Um clone de Dr. Mario
- Pong
- Clone de Flappy Bird